# Prosser (Washington)
Prosser je grad u američkoj saveznoj državi Washington. Prema popisu stanovništva iz 2010. u njemu je živjelo 5.714 stanovnika.